# Les Prés (quartier)
Les Prés est un quartier de la ville de Villeneuve-d'Ascq dans le département du Nord.

## Dénominations
Le quartier doit son nom à la présence de prés à cet endroit jusqu'aux années 1970. On y trouvait également un châtelet nommé Château des Prez et une ferme appelée la cense des Prés .

## Géographie

### Délimitations
Le quartier est délimité au nord par la rue de la Couture (à Wasquehal), la rue de la Ladrie, le rond-point Saint-Ghislain, l'autoroute A22 ; au sud par la rue de la Crête, l'avenue du lieutenant Colpin et le boulevard de Mons ;  à l'est par le boulevard du Breucq ; à l'ouest par la ZA de la Pilaterie (rue du Houblon (à Marcq-en-Barœul) et rue de la Ladrie), le chemin de la Mare, le boulevard de l'Ouest, la rue Faidherbe.

## Histoire

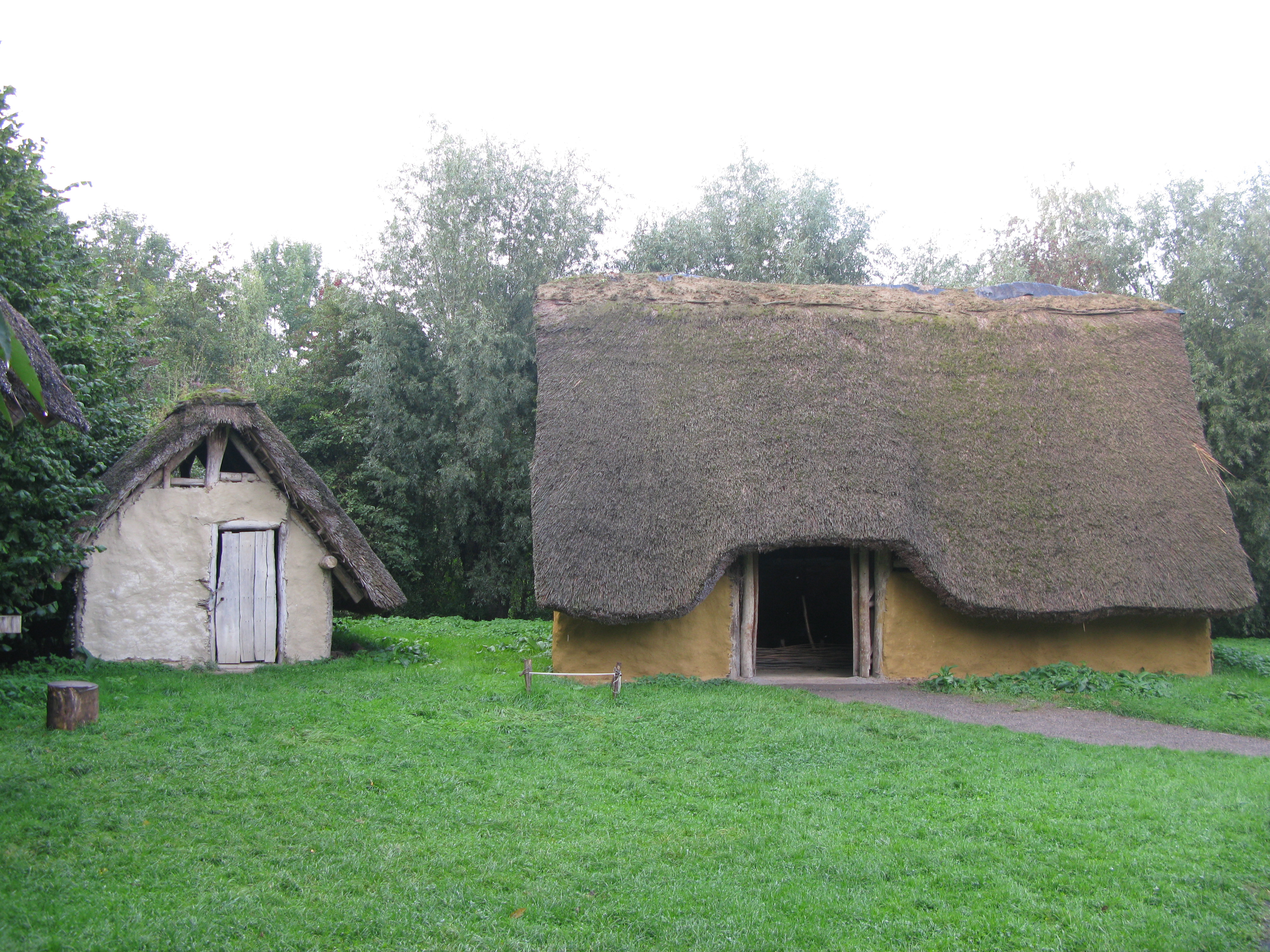
Bâtiments de l'âge du fer au parc archéologique Asnapio.

Autrefois, le territoire du quartier faisait partie de la commune de Flers.
On a trouvé aux Prés des traces de vie gauloise (on peut observer des objets au musée du Château de Flers et une reconstitution d'habitations au parc archéologique Asnapio.
Autrefois, le quartier abritait depuis le XIVe siècle un fief composé d'un châtelet (Château des Prez), d'une ferme (la cense des Prés) et d'une chapelle.
En 1977-1978, la mairie met en place une charte d'aménagement pour construire le quartier, en vue de faire des logements pour les classes moyennes.
En 1981, mise en chantier du quartier des Prés.
En 1984 ouvre l'école Pablo Picasso.
De 1984 à 1994 une grande usine moderne Bull destinée au montage de micro-ordinateurs était implantée dans le quartier à la place de ce qui est aujourd'hui Decathlon campus, le siège de Décathlon-Oxylane.
En 1995, la construction du quartier est terminée.
En mai 1995, la station de métro Fort de Mons ouvre. En 1999 c'est au tour de la station Les Prés.

## Économie
Un grand nombre d'entreprises sont implantées dans le quartier, notamment Decathlon campus, et juste à côté, le siège de l'entreprise d'articles de sport Décathlon (à la place d'une ancienne usine Bull).
Une zone d'activité y est située, le Parc Club des Prés.

## Administration
On trouve aux Prés un grand centre de la Gendarmerie nationale (450 gendarmes et leurs familles) ainsi que le Centre régional d'information et de circulation routière Nord (un des 7 centres nationaux).
le quartier abrite également quelques grands équipements publics tels que la Gendarmerie régionale, forte de quelque 450 gendarmes et leurs familles, ou encore le Centre Régional d'Informations Routières.

## Patrimoine et sites remarquables

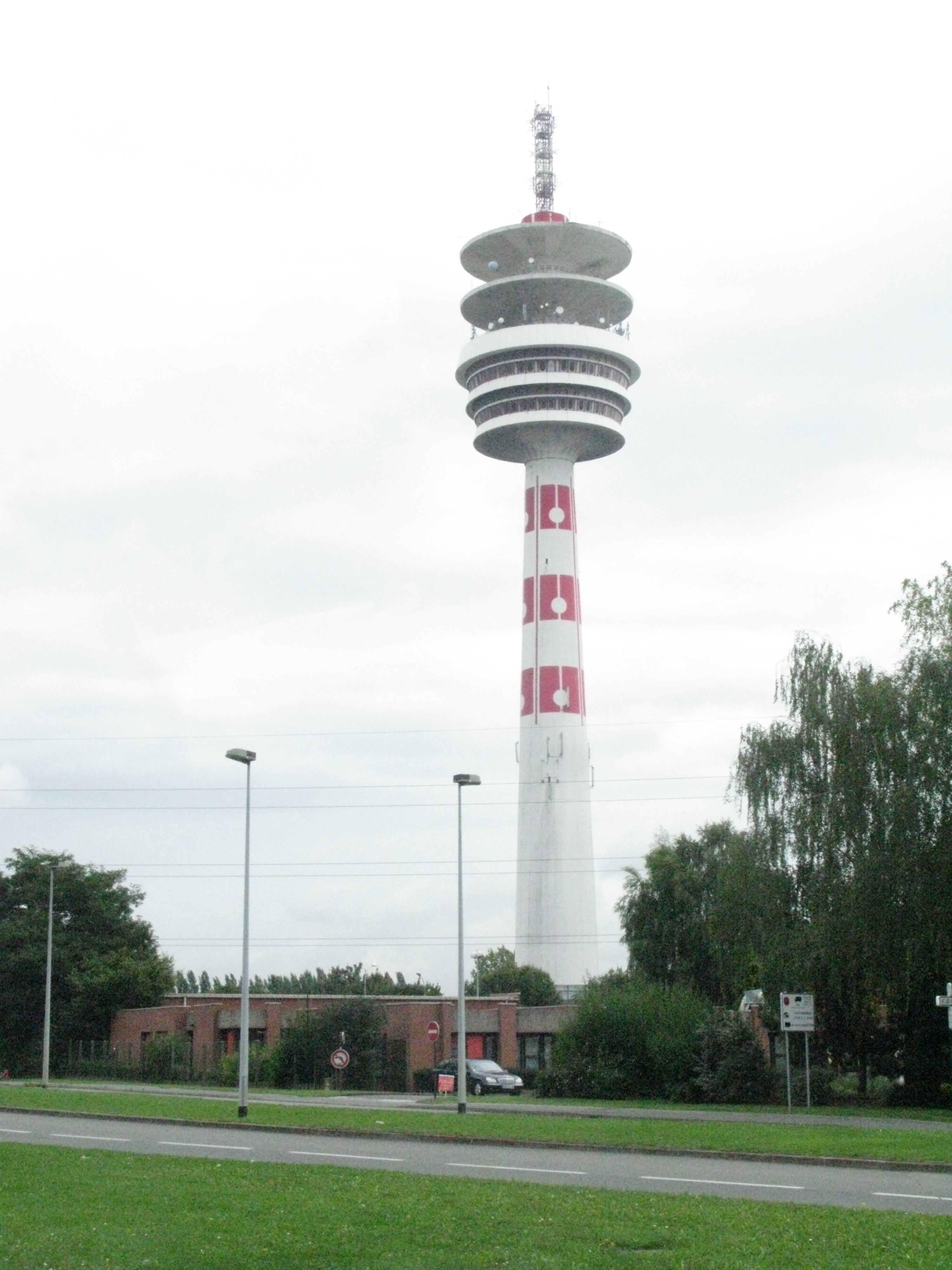
Tour hertzienne de Villeneuve-d'Ascq

Le monument le plus remarquable du quartier est sans aucun doute la Tour hertzienne de Villeneuve-d'Ascq.

## Transport
- La ligne 2 du métro de Lille exploitée par Ilévia dessert les Prés via les stations Fort de Mons et Les Prés.
- Le quartier est desservi par les lignes de bus 13, 32, 34 et L6.